# پیلاتوس پی‌سی-۶ پورتر
پیلاتوس پی‌سی-۶ پورتر (به انگلیسی: Pilatus PC-6 Porter) یک هواپیمای تک‌موتورهٔ چندمنظورهٔ نشست و برخاست کوتاه توربوپراپ است که توسط شرکت پیلاتوس ایرکرفت سوئیس طراحی و تولید گردیده‌است. نخستین پرواز این هواپیما در سال ۱۹۵۹ انجام شد و تا کنون بیش از ۶۰۰ فروند از آن تولید گردیده‌است.